# Featuring...Ice Cube
Albums de Ice Cube
Bootlegs & B-Sides
(1994) War and Peace - Volume 1 (The War Disc)
(1998)
Featuring...Ice Cube est une compilation d'Ice Cube, sortie le 16 décembre 1997.
L'album s'est classé 32e au Top R&B/Hip-Hop Albums et 116e au Billboard 200.

## Liste des titres
| No  | Titre                                                                                     | Album original                           | Durée |
| --- | ----------------------------------------------------------------------------------------- | ---------------------------------------- | ----- |
| 1.  | Bend a Corner wit Me (featuring Mr. Short Khop)                                           | Inédit                                   | 4:00  |
| 2.  | Natural Born Killaz (featuring Dr. Dre)                                                   | Bande originale de Murder Was the Case   | 4:49  |
| 3.  | Bow Down (Interprété par Westside Connection)                                             | Bow Down                                 | 3:31  |
| 4.  | Bop Gun (One Nation) (featuring George Clinton)                                           | Lethal Injection                         | 4:50  |
| 5.  | Check Yo Self (featuring Das EFX)                                                         | The Predator                             | 3:56  |
| 6.  | Endangered Species (Tales from the Darkside) (featuring Chuck D)                          | AmeriKKKa's Most Wanted                  | 3:24  |
| 7.  | Trespass (featuring Ice-T)                                                                | Bange originale des Pilleurs             | 2:56  |
| 8.  | It's a Man's World (featuring Yo-Yo)                                                      | AmeriKKKa's Most Wanted                  | 5:29  |
| 9.  | West Up! (Interprété par WC and the Maad Circle featuring Mack 10 et Ice Cube)            | Curb Servin' de WC and the Maad Circle   | 4:47  |
| 10. | Game Over (Interprété par Scarface featuring Dr. Dre, Ice Cube et Too $hort)              | The Untouchable de Scarface              | 4:03  |
| 11. | Wicked Wayz (Interprété par Mr. Mike featuring Ice Cube)                                  | Wicked Wayz de Mr. Mike                  | 4:07  |
| 12. | Two to the Head (Interprété par Kool G Rap featuring Scarface, Bushwick Bill et Ice Cube) | Live and Let Die de Kool G Rap & DJ Polo | 4:46  |